# 阿爾滕貝希克洞國家公園
37°02′14.71″N 31°37′59.99″E / 37.0374194°N 31.6333306°E

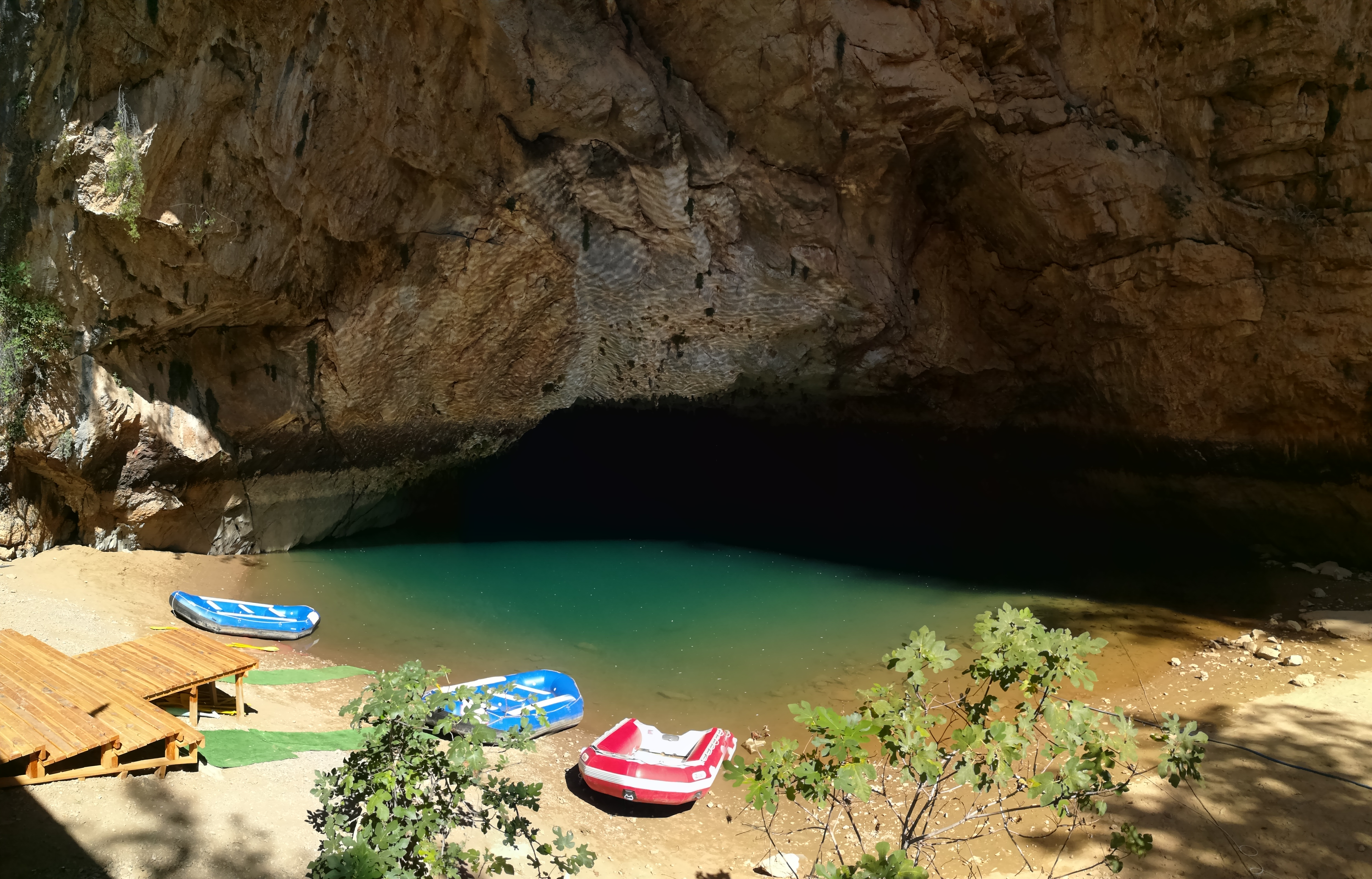

阿爾滕貝希克洞國家公園是土耳其的國家公園，位於該國西南部安塔利亞省，處於首都安卡拉以南300公里，成立於1994年8月31日，面積11平方公里。